# Kortelshütte
Kortelshütte ist ein Stadtteil der Stadt Oberzent im südhessischen Odenwaldkreis und liegt in der Gemarkung Rothenberg. Kortelshütte ist die südlichste Ortschaft im Odenwaldkreis.

## Geographie
Der Luftkurort befindet sich im südlichen Odenwald im Geo-Naturpark Bergstraße-Odenwald. Kortelshütte liegt in einem geschützten Bergeinschnitt der Hirschhorner Höhe. Durch den Ort verläuft die Landesstraße 3410.

## Geschichte

### Ortsgeschichte
Die älteste erhaltene Erwähnung von Kortelshütte stammt von 1756. Gegründet wurde das Dorf für Neusiedler sowie für Land- und Besitzlose.
Seit 1821 gehörte Kortelshütte zum Bezirk des Landgerichts Beerfelden, ab 1853 zu dem des Landgerichts Hirschhorn. Mit dem Gerichtsverfassungsgesetz von 1877 wurden Organisation und Bezeichnungen der Gerichte reichsweit vereinheitlicht. Zum 1. Oktober 1879 wurde deshalb das neu errichtete Amtsgericht Hirschhorn zuständig. Es verlor 1968 seine Selbständigkeit an das Amtsgericht Fürth und wurde zu dessen Gunsten 2003 endgültig aufgelöst.
Kortelshütte wuchs seit 1920 durch Neubaugebiete. Im Jahr 1927 wurde Kortelshütte in die damalige Gemeinde Rothenberg eingegliedert. 
Zum 1. Januar 2018 wurde Rothenberg mit den drei Gemeinden Hesseneck, Beerfelden, und Sensbachtal zu einer neuen Stadt mit dem Namen Oberzent zusammengeschlossen. Kortelshütte wurde darin ein eigener Stadtteil.
Für Kortelshütte wurde ein Ortsbezirk mit Ortsbeirat und Ortsvorsteher nach der Hessischen Gemeindeordnung gebildet. Der Ortsbezirk umfasst die Flur 6 der Gemarkung Rothenberg.
Für den Ort wurden im Jahr 1829 92 Einwohner und 1927 261 Einwohner gezählt. Bei Zensus 2011 lebten  483 Einwohner in Kortelshütte.

### Verwaltungsgeschichte im Überblick
Die folgende Liste zeigt die Staaten und Verwaltungseinheiten, denen Kortelshütte angehört(e):
- vor 1806: Heiliges Römisches Reich, Grafschaft Erbach-Fürstenau, Amt Rothenberg
- ab 1806: Großherzogtum Hessen (Souveränitätslande),[Anm. 2] Fürstentum Starkenburg, Amt Rothenberg (zur Standesherrschaft Erbach gehörig)
- ab 1815: Großherzogtum Hessen[Anm. 3] (Souveränitätslande), Provinz Starkenburg, Amt Freienstein (zur Standesherrschaft Erbach gehörig)
- ab 1822: Großherzogtum Hessen, Provinz Starkenburg, Landratsbezirk Erbach[Anm. 4]
- ab 1848: Großherzogtum Hessen, Regierungsbezirk Erbach
- ab 1852: Großherzogtum Hessen, Provinz Starkenburg, Kreis Erbach
- ab 1871: Deutsches Reich,[Anm. 5] Großherzogtum Hessen, Provinz Starkenburg, Kreis Erbach
- ab 1918: Deutsches Reich, Volksstaat Hessen,[Anm. 6] Provinz Starkenburg, Kreis Erbach
- ab 1927: Deutsches Reich, Volksstaat Hessen, Provinz Starkenburg, Kreis Erbach, Gemeinde Rothenberg[Anm. 7]
- ab 1938: Deutsches Reich, Volksstaat Hessen, Landkreis Erbach, Gemeinde Rothenberg[6][Anm. 8]
- ab 1945: Amerikanische Besatzungszone,[Anm. 9] Groß-Hessen, Regierungsbezirk Darmstadt, Landkreis Erbach, Gemeinde Rothenberg
- ab 1946: Amerikanische Besatzungszone, Hessen, Regierungsbezirk Darmstadt, Landkreis Erbach, Gemeinde Rothenberg
- ab 1949: Bundesrepublik Deutschland, Hessen, Regierungsbezirk Darmstadt, Landkreis Erbach, Gemeinde Rothenberg
- ab 1972: Bundesrepublik Deutschland, Hessen, Regierungsbezirk Darmstadt, Odenwaldkreis, Gemeinde Rothenberg
- ab 2018: Bundesrepublik Deutschland, Hessen, Regierungsbezirk Darmstadt, Odenwaldkreis, Stadt Oberzent[Anm. 10]

## Sonstiges
Zwischen Kortelshütte und dem Stadtteil Rothenberg liegt ein Segelflugplatz.
Zwei Grenzsteine in der Flur Schwanne sind als Kulturdenkmal ausgewiesen (siehe auch: Liste der Kulturdenkmäler in Oberzent).